# 56 هـ
56 هـ هي سنة في التقويم الهجري امتدت مقابلةً في التقويم الميلادي بين سنتي 675 و676.

## مواليد
- عبد الرحمن بن القاسم بن محمد بن أبي بكر

## وفيات
- صعصعة بن صوحان العبدي
- جويرية بنت الحارث
- رويفع بن ثابت
- قثم بن العباس بن عبد المطلب